# Kallithea Elassonos
Kallithea Elassonos  este un oraș în Grecia în prefectura Larissa.